# Laetitia de Haas
Laetitia de Haas (Voorburg, 1948) is een Nederlandse schilder, tekenaar en graficus.

## Leven en werk
Laetitia of Titia de Haas is een dochter van schilderes Willy Belinfante. Ze werd opgeleid aan de Gerrit Rietveld Academie (1965-1969) als leerling van onder anderen Piet Klaasse, Lex Metz en Ap Sok. Ze maakt figuratieve etsen, litho's, schilderijen en tekeningen. De Haas exposeerde meerdere malen, onder meer samen met haar moeder op Curaçao (1974) en op Hof van Oensel (1994). In augustus 1976 maakte ze voor NRC Handelsblad de 'prent van de maand'. Volgens kunstcriticus Hans Redeker herschiep zij "de eigen intieme wereld tot beeldend-poëtische mededelingen over het eigen jonge leven, de dingen om haar heen en wat haar in Amsterdam beroert".  Zij ontving in 1986 de internationale grafiekprijs Prix François. De Haas is getrouwd met kunstenaar Hendrik Jan Visser.